# تام باتلر
تام باتلر (انگلیسی: Tom Butler؛ زادهٔ ۱۹۵۱) بازیگر اهل کانادا است.
از فیلم‌ها یا برنامه‌های تلویزیونی که وی در آن نقش داشته‌است می‌توان به پرونده‌های ایکس، تیرانداز، مارها در هواپیما، فردی علیه جیسون، معجزه، ...اول، آسیب نرسان، سرزمین فردا، گناهکار به اندازه گناه، کشتن، تیم آ، سوپرنچرال، فرینج، جوسی و پوسی‌کت، یاغی‌ها و پنجاه طیف خاکستری اشاره کرد.